# MI 09
MI 09 — современный французский двухэтажный электропоезд, производящийся совместно Францией (Alstom) и Канадой (Bombardier). В 2010 году поезд прошёл испытания, а в 2011 — сертификацию. 5 декабря 2011 года первый поезд был принят для эксплуатации на линии RER A. По состоянию на 18 января 2012 года построено уже 10 поездов, из которых 3 уже эксплуатируются.
Официально подтверждено, что RATP сделало заказ на 104 состава на общую сумму 2,5 миллиарда евро. Поезда должны быть введены в эксплуатацию до 2014 года.
В связи с заказом заводы фирмы Alstom выполнят только 70 % поездов. Остальные 30 % построят на заводах компании Bombardier.